# Wohn- und Geschäftshaus Karl-Marx-Straße 1 (Radebeul)
Das Wohn- und Geschäftshaus in der Karl-Marx-Straße 1 liegt im Ursprungsstadtteil Radebeul der sächsischen Stadt Radebeul. Dieses und das daneben liegende Wohn- und Geschäftshaus Karl-Marx-Straße 2 bilden zwei Kopfbauten an einem halbrunden Platz, von dem drei Straßen abgehen (v. li. n. re.: August-Bebel-Straße, Karl-Marx-Straße, Einsteinstraße), deren Bebauung das Lindenquartier ergeben.

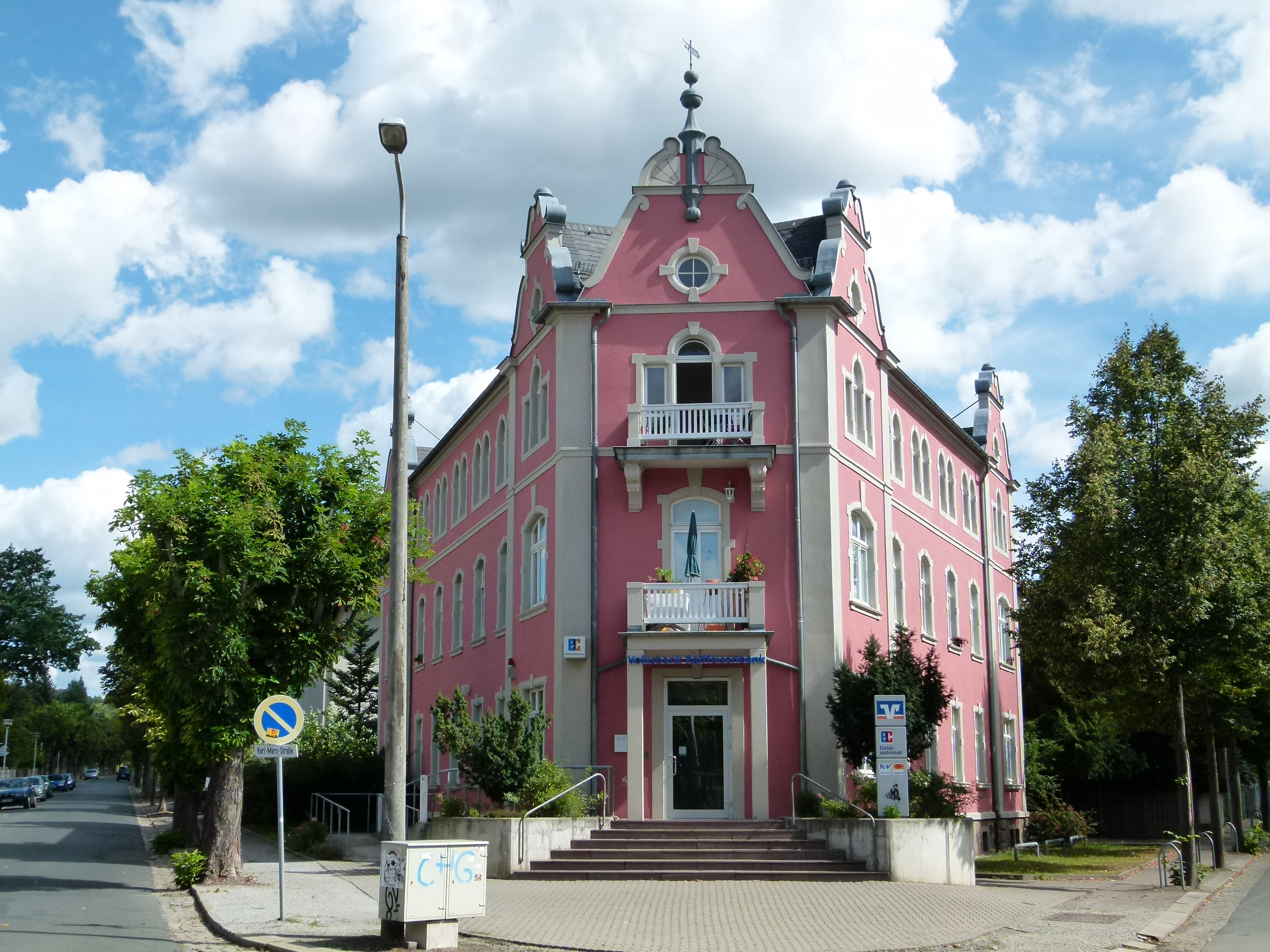
Wohn- und Geschäftshaus Karl-Marx-Straße 1; links die Karl-Marx-Straße

In der Achse zwischen diesen beiden Gebäuden steht direkt an der Meißner Straße der Trafoturm Meißner Straße, direkt neben dem Hotel und Restaurant „Zu den Linden“.

## Beschreibung

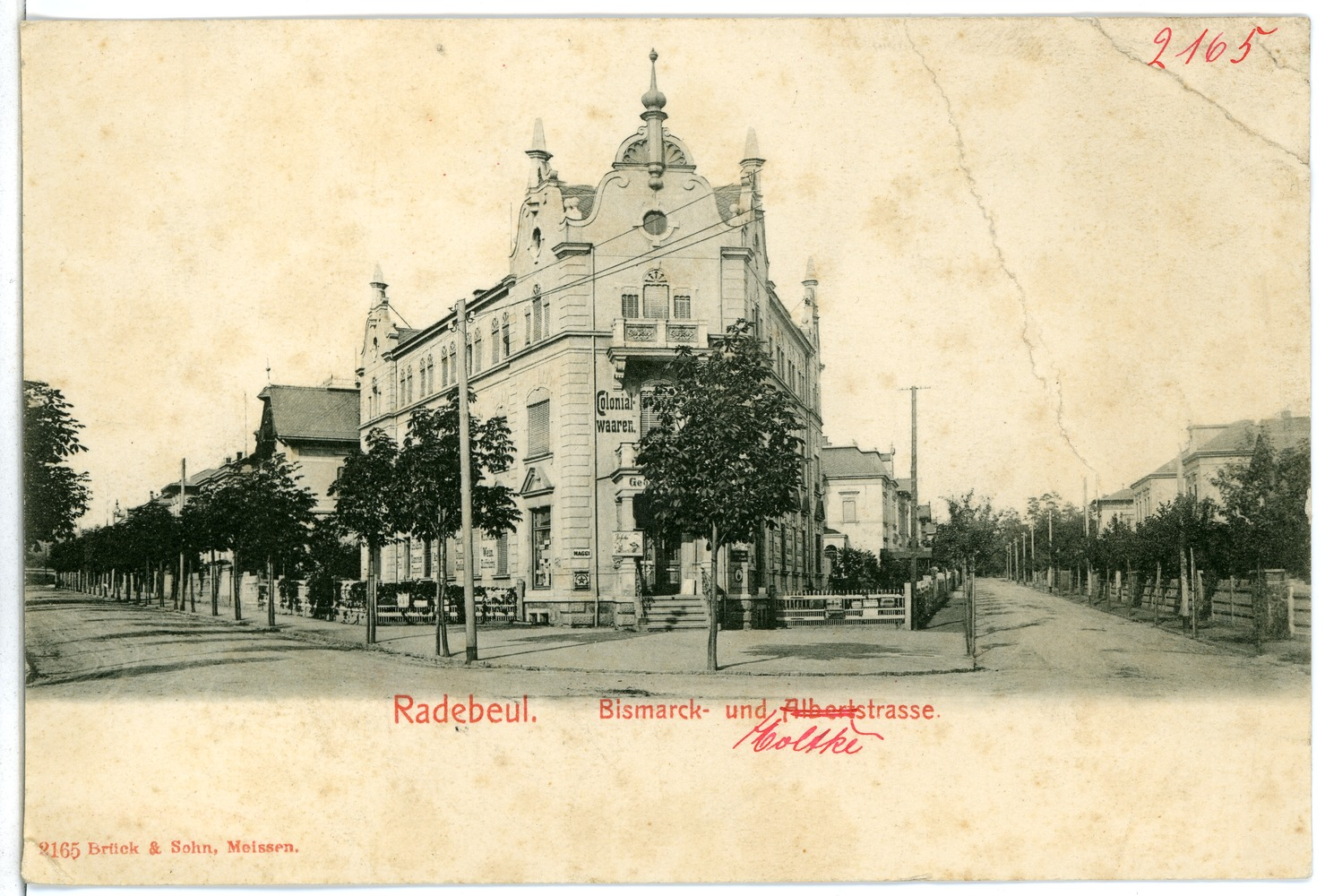
Karl-Marx-Straße 1 (1901)

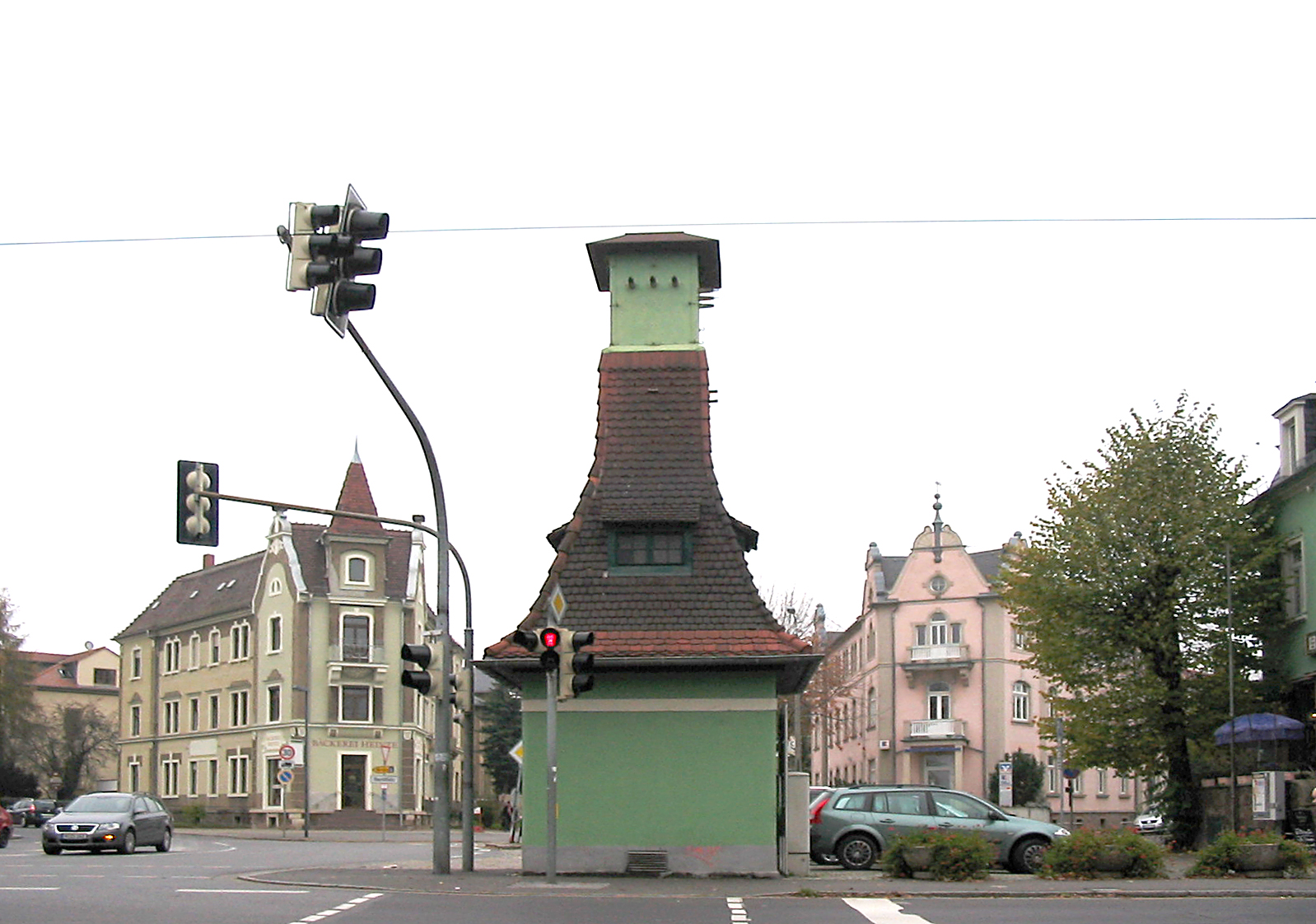
Karl-Marx-Straße 1 (re.) und 2 (li.), davor der Trafoturm, von der Meißner Straße aus

Das dreigeschossige, unter Denkmalschutz stehende Gebäude mit Laden im Stil der Neorenaissance, genauer „stilisiert als deutsche Renaissance in recht freier Auffassung“, ist ein Kopfbau in der Art einer eigentlich geschlossenen Bebauung auf einem spitzwinkligen Grundstück, jedoch folgt hinter dem Bau eine offene Villenbebauung.
Zum Platz hin hat das Gebäude eine breite, verbrochene Ecke mit zwei Balkonen über einer Ladeneingangstür mit einer Freitreppe. An der Ecke berühren sich drei Risalite, an den anderen Enden des Hauses steht noch einmal je ein Risalit. Auf allen Risaliten befinden sich Volutengiebel. Das Dach ist ein Plattformdach.
Die Fenster haben unterschiedliche Ausprägungen, im Erdgeschoss sind sie rechteckig, im ersten Obergeschoss stichbogig, und im zweiten Obergeschoss sind sie rundbogig. In den Risaliten zeigen sie jedoch Palladiomotive. Die Putzfassade ist durch ein Gesims zwischen den Obergeschossen sowie durch Ecklisenen gegliedert.

## Geschichte
Der Bauherr Carl Bruno Hörnig ließ 1897 durch den Architekten und Baumeister Adolf Neumann, dessen Baugeschäft später auch die Maurer- und Zimmererarbeiten ausführte, ein Wohn- und Geschäftshaus entwerfen. Vor der Fertigstellung des Rohbaus ging das Gebäude an Carl Trepte. Nach der Baufertigstellung 1899 wurde das Wohn- und Geschäftshaus 1900 an den Kolonialwarenhändler Georg Gärtner verkauft, der sich dort einen Laden einbauen ließ. Die Baurevision erfolgte schließlich 1903.
In den 1930er Jahren wohnte dort Albert Sondhelm, einer der beiden geschäftsführenden Gesellschafter der 1939 „arisierten“ Waffelfabrik Haubold & Richter. 1938 gelang Albert Sondhelm und seiner Frau Hilda die Auswanderung nach Haifa in Palästina, später wanderten sie von dort in die USA aus.
Im Jahr 1994 wurde das Gebäude grundlegend saniert.